# Craugastor aurilegulus
Espèce
Synonymes
- Eleutherodactylus aurilegulus Savage, McCranie & Wilson, 1988

Statut de conservation UICN

 VU  : Vulnérable
Craugastor aurilegulus est une espèce d'amphibiens de la famille des Craugastoridae.

## Répartition
Cette espèce est endémique du Honduras. Elle se rencontre de 100 à 1 100 m d'altitude sur la cordillère Nombre de Dios, le Cerro de Sulaco et les Montañas de Yoro dans les départements d'Atlántida, de Colón, de Yoro et d'Olancho.

## Description
Les mâles mesurent de 31 à 45 mm et les femelles de 60,7 à 80,5 mm

## Publication originale
- Savage, McCranie & Wilson, 1988 : New upland stream frogs of the Eleutherodactylus rugulosus group (Amphibia: Anura: Leptodactylidae) from Honduras. Bulletin Southern California Academy of Sciences, vol. 87, no 2, p. 50-56 (texte intégral).